# Rugby Europe Women's Sevens 2023
El Rugby Europe Women's Sevens de 2023 fue la vigésima temporada del circuito de selecciones nacionales femeninas europeas de rugby 7.

## Calendario
| Torneo                          | Ciudad   | Fecha                 | Campeón |
| ------------------------------- | -------- | --------------------- | ------- |
| Seven Femenino de Algarve 2023  | Algarve  | 9-11 de junio de 2023 | Francia |
| Seven Femenino de Hamburgo 2023 | Hamburgo | 7-9 de julio de 2023  | Francia |

## Tabla de posiciones
|  | Campeón.                                           |
|  | Descendidos al Trophy para la siguiente temporada. |

| Pos | País            | POR | GER | Puntos |
| --- | --------------- | --- | --- | ------ |
| 1   | Francia         | 20  | 20  | 40     |
| 2   | España          | 12  | 18  | 30     |
| 3   | Gran Bretaña    | 18  | 12  | 30     |
| 4   | Polonia         | 14  | 14  | 28     |
| 5   | Bélgica         | 10  | 16  | 26     |
| 6   | Irlanda         | 16  | 6   | 22     |
| 7   | República Checa | 6   | 10  | 16     |
| 8   | Alemania        | 8   | 8   | 16     |
| 9   | Italia          | 4   | 4   | 8      |
| 10  | Portugal        | 3   | 3   | 6      |
| 11  | Suecia          | 2   | 2   | 4      |
| 12  | Rumania         | 1   | 1   | 2      |

| Bandera de Francia |
| Campeón Francia    |
| Tercer título      |